# Fiat Mobi
La Fiat Mobi è un'utilitaria prodotta dalla casa automobilistica italiana FIAT dal 2016; è disponibile per il mercato sudamericano, ma non per quello europeo.

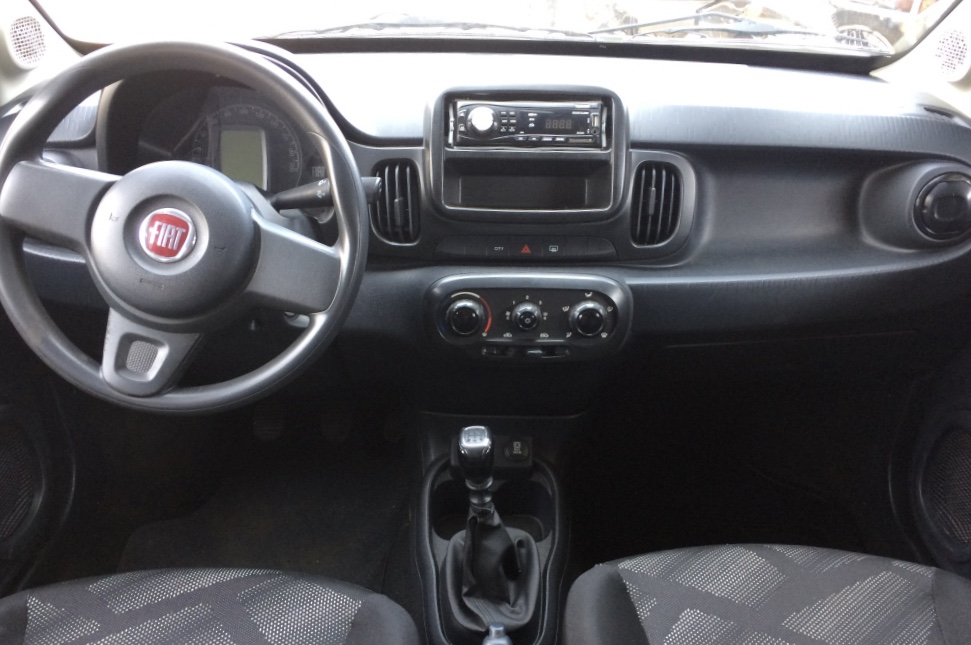
Interni

## Il contesto
Il 13 aprile 2016 è stato presentato il primo prototipo ufficiale della Mobi, dopo varie immagini uscite in internet e le informazioni che erano già emerse su alcune riviste automobilistiche. Essa sostituisce sul mercato sudamericano la Fiat Mille, auto leader nel segmento A di quel mercato con altri modelli come la Volkswagen up! e la Renault Kwid.
È la più piccola delle FIAT per il mercato sudamericano, con dimensioni anche inferiori alla Fiat Uno e alla Fiat Palio. L'unico motore inizialmente disponibile è il quattro cilindri FIRE Evo Flex 1.0 da 75 CV a miscela di etanolo, mentre il cambio è manuale a 5 marce; successivamente è stato introdotto nella versione Drive il nuovo motore FireFly 1.0 a 3 cilindri.
L'aspetto esterno della Mobi ricorda in parte quello della Fiat Panda, ma con una griglia frontale ispirata alla Fiat Fullback, alla Fiat Toro e alla Fiat Tipo.
Il telaio della Mobi è lo stesso della Uno, da cui eredita anche il motore a benzina 1.0 litri con cambio manuale a 5 marce nonché parte degli interni e della carrozzeria. Con un prezzo che va da 31.900 real (circa 8000 €) a 43800 Real (circa 11.000 €), è il veicolo meno costoso della gamma FIAT sudamericana.